# Armin Frauscher
Armin Frauscher (* 22. März 1994 in Innsbruck, Tirol) ist ein österreichischer Rennrodler. Zusammen mit seinem Doppelpartner Yannick Müller gewann er bereits mehrere Medaillen bei Welt- und Europameisterschaften.

## Biografie

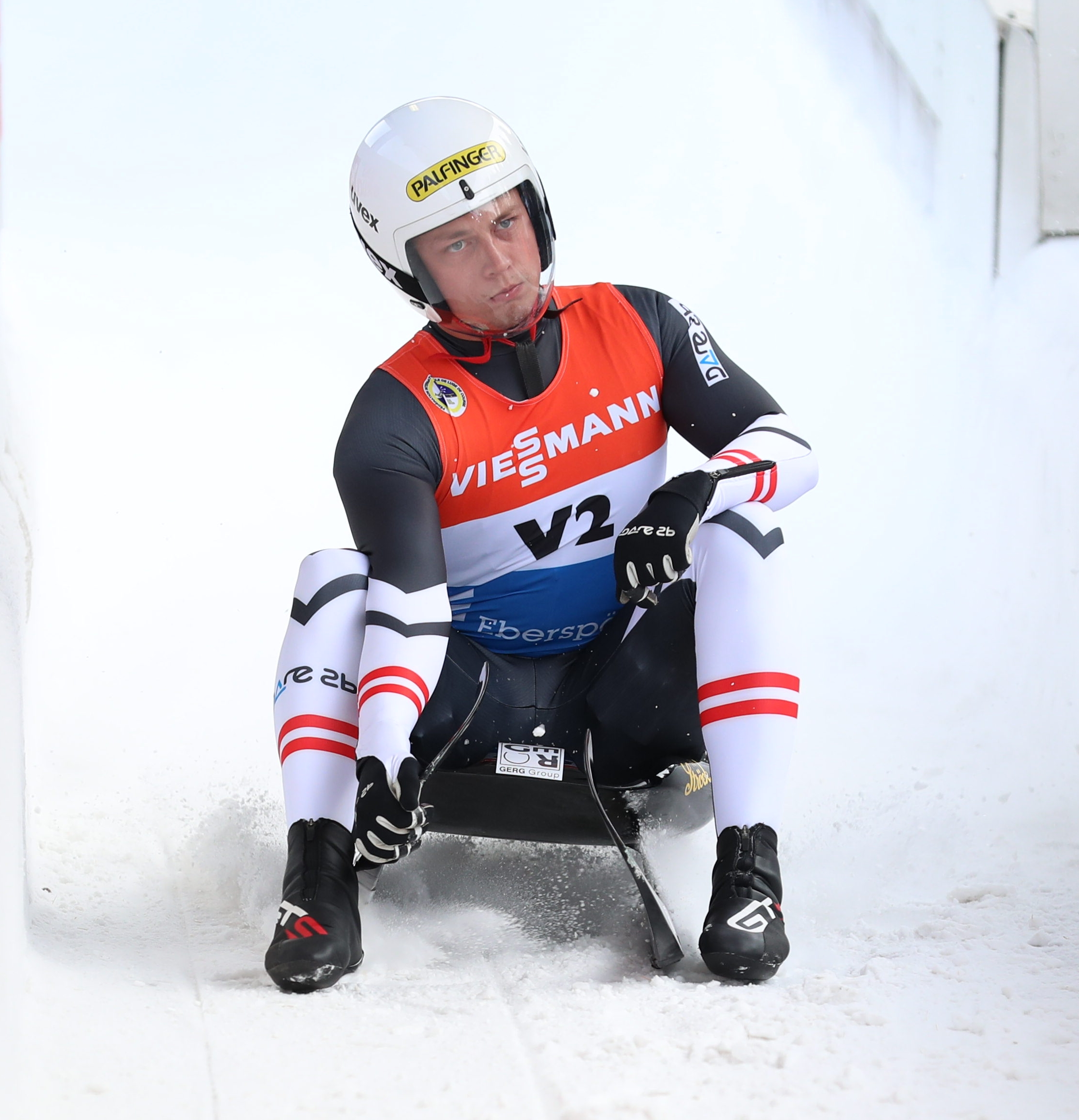
Frauscher in Igls 2018

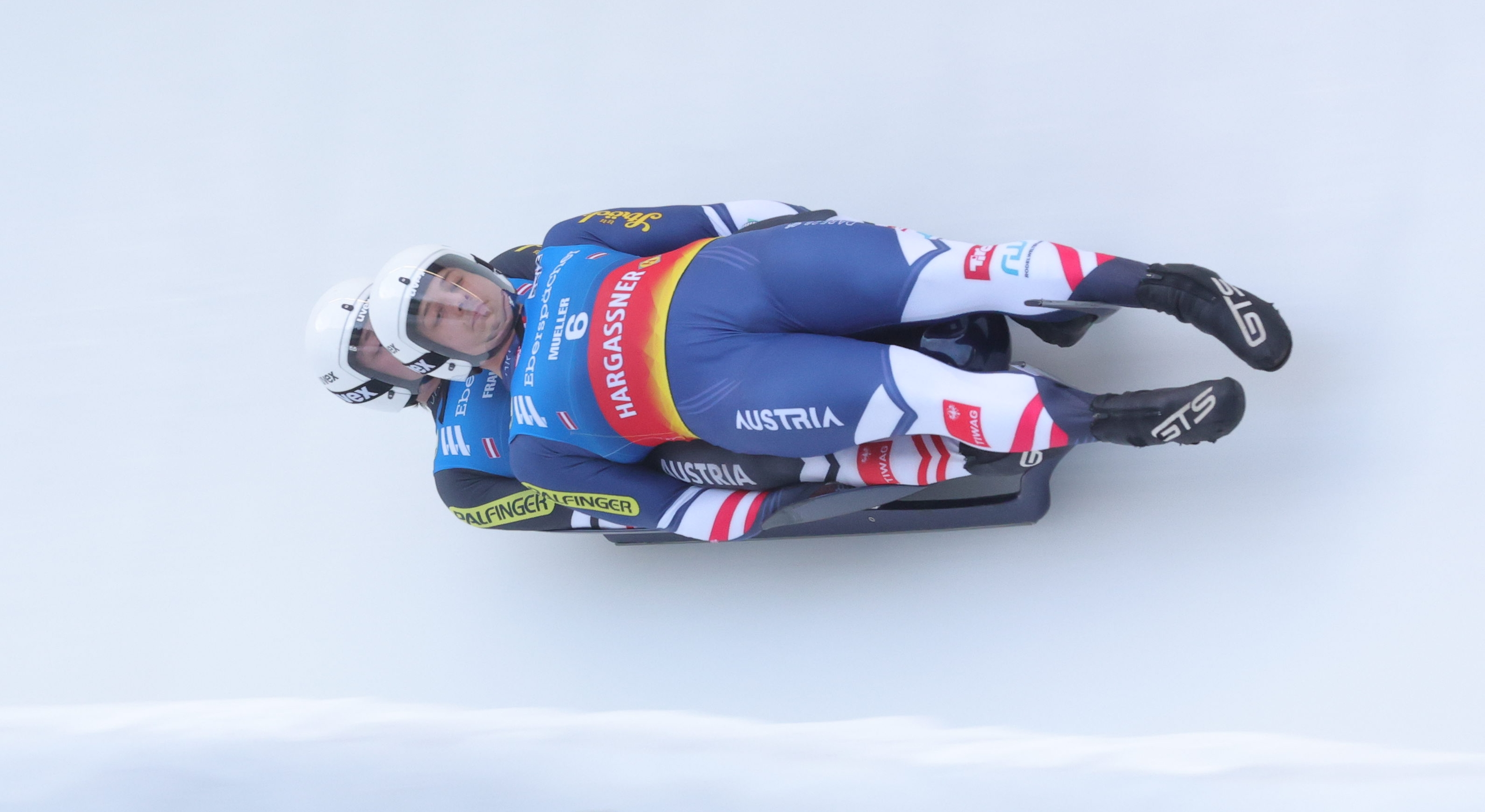
Armin Frauscher (unten) und Yannick Müller in Altenberg 2024

### Einsitzer
Armin Frauscher stammt aus Lans bei Innsbruck und startet seit 2003 für den RV Swarovski Halltal.
Er ist gelernter Spengler und Glaser und gewann 2013 den Bundeslehrlingswettbewerb der Glaser in der HTL Kramsach. Zudem ist er Mitglied der Freiwilligen Feuerwehr in seiner Heimatgemeinde und fährt eine Rodel, bei der Feuerwehrschläuche als Bindeglied zwischen Schale und Kufen verbaut wurden.
Am 24. November 2012 gab er auf seiner Heimbahn in Innsbruck-Igls sein Debüt im Nationencup und belegte Rang 19. Nachdem er 2014 in die Nationalmannschaft aufgenommen worden war, kam er vermehrt im Weltcup zum Einsatz und belegte dabei Ränge zwischen zehn und 20. Ende November 2015 rodelte er in Igls als Zweiter hinter Dominik Fischnaller erstmals auf das Podest. Mit Platz fünf im Sprint von Oberhof gelang ihm einige Wochen später ein weiteres Spitzenergebnis. Bei seinen ersten Weltmeisterschaften am Königssee schaffte er es im Spring auf Platz sieben, während er im klassischen Einsitzer Rang neun belegte und damit U23-Bronze holte. Nach Platz 14 bei den Europameisterschaften in Altenberg belegte er als Zwölfter im Einsitzer-Gesamtweltcup ein Karrierehoch.
In den beiden folgenden Wintern konnte Frauscher sein Ranking im Gesamtweltcup ungefähr halten. Bei den Europameisterschaften 2017 am Königssee erreichte er als Achter sein bestes EM-Einzelresultat. Im Rahmen seiner Heimweltmeisterschaften wurde er erneut Neunter im Einsitzer, was diesmal U23-Silber bedeutete. Im Sprint kam er hingegen nicht über Platz zwölf hinaus. Anfang des Jahres 2018 gelang ihm auf der Kunsteisbahn Königssee als Zweitem hinter seinem Teamkollegen Wolfgang Kindl der zweite Podestplatz seiner Karriere. Bei den Europameisterschaften in Sigulda blieb er mit Rang 15 hinter den Erwartungen zurück und konnte sich auch nicht für die Olympischen Spiele von Pyeongchang qualifizieren. Im Winter 2018/19 wurde er Nationencup-Gesamtdritter und absolvierte noch vier Weltcup-Rennen, ehe er sich dem Doppelsitzer zuwandte.

### Doppelsitzer
Im Winter 2019/20 startete Armin Frauscher erstmals mit dem fünf Jahre jüngeren Vorarlberger Yannick Müller im Doppelsitzer. Bei ihrem gemeinsamen Weltcup-Debüt in Igls klassierten sie sich auf Rang elf, nachdem sie im Nationencup auf Anhieb Dritte geworden waren. Bei den Europameisterschaften in Lillehammer belegte das Duo Platz 17, bei den Weltmeisterschaften in Sotschi die Plätze elf im klassischen Doppelsitzer und acht im Sprint sowie fünf in der Teamstaffel.
Ende November 2020 sorgten die beiden auf ihrer Heimbahn Igls als Zweite hinter Thomas Steu/Lorenz Koller für einen österreichischen Doppelsieg. In der Weltcup-Gesamtwertung belegten sie Rang sechs. Bei den Europameisterschaften in Sigulda wurden sie Neunte, bei den Weltmeisterschaften am Königssee konnten sie sich im Vergleich zum Vorjahr nicht verbessern.
Nach mehreren dritten Plätzen feierten Müller/Frauscher am 4. Dezember 2022 im Sprint von Igls ihren ersten Weltcupsieg. Nachdem sie sich bei den Europameisterschaften in Sigulda noch mit dem achten Platz hatten begnügen müssen, gewannen sie im Rahmen der dritten gemeinsamen Weltmeisterschaften in Oberhof ihre ersten Medaillen: Sowohl im klassischen Doppelsitzer als auch im Doppelsitzer-Sprint gewannen sie die Bronzemedaille sowie zusammen mit Madeleine Egle und Yannicks Bruder Jonas Silber in der Teamstaffel. Ein Jahr danach blieben sie als Sechste bei den Heimeuropameisterschaften in Igls und Fünfte bei den Weltmeisterschaften in Altenberg jeweils nur knapp hinter den Medaillenrängen zurück.
Im Jänner 2025 gelang dem Doppel mit Bronze in Winterberg auch bei Europameisterschaften der erste Medaillengewinn.

## Statistik

### Weltmeisterschaften
- Königssee 2016: 7. Einsitzer Sprint, 9. Einsitzer, 3. Einsitzer (U23)
- Innsbruck 2017: 9. Einsitzer, 12. Einsitzer Sprint, 2. Einsitzer (U23)
- Sotschi 2020: 5. Teamstaffel, 8. Doppelsitzer Sprint, 11. Doppelsitzer
- Königssee 2021: 11. Doppelsitzer, 15. Doppelsitzer Sprint
- Oberhof 2023: 2. Teamstaffel, 3. Doppelsitzer, 3. Doppelsitzer Sprint
- Altenberg 2024: 5. Doppelsitzer, 15. Doppelsitzer Sprint

### Europameisterschaften
- Altenberg 2016: 14. Einsitzer
- Königssee 2017: 8. Einsitzer
- Sigulda 2018: 15. Einsitzer
- Lillehammer 2020: 17. Doppelsitzer
- Sigulda 2021: 9. Doppelsitzer
- St. Moritz-Calerina 2022: 11. Doppelsitzer
- Sigulda 2023: 8. Doppelsitzer
- Innsbruck 2024: 6. Doppelsitzer
- Winterberg 2025: 3. Doppelsitzer

### Gesamtweltcup
Einsitzer
| Saison  | Platz | Punkte |
| ------- | ----- | ------ |
| 2012/13 | 52.   | 8      |
| 2013/14 | 45.   | 32     |
| 2014/15 | 27.   | 149    |
| 2015/16 | 12.   | 337    |
| 2016/17 | 13.   | 349    |
| 2017/18 | 13.   | 360    |
| 2018/19 | 29.   | 118    |

Doppelsitzer
| Saison  | Platz | Punkte |
| ------- | ----- | ------ |
| 2019/20 | 16.   | 285    |
| 2020/21 | 6.    | 574    |
| 2021/22 | 10.   | 462    |
| 2022/23 | 6.    | 591    |
| 2023/24 | 7.    | 525    |

### Weltcupsiege
Doppelsitzer
| Nr. | Datum        | Ort            | Bahn                           |
| --- | ------------ | -------------- | ------------------------------ |
| 1.  | 4. Dez. 2022 | Innsbruck-Igls | Olympia Eiskanal Igls (Sprint) |